# Ибн Хаджар аль-Аскаляни
Шиха́буддин Абу́ аль-Фадль Ахмад ибн Али́ аль-Аскаля́ни, более известный как Ибн Ха́джар аль-Аскаля́ни (араб. ابن حجر العسقلاني‎; 18 февраля 1372, Старый Каир, Египет, Мамлюкский султанат — 2 февраля 1449, Каир, Египет, Мамлюкский султанат) — исламский учёный-богослов, правовед шафиитского мазхаба, хадисовед и историк. Уровень знания им хадисов считается одним из самых высоких. Автор около 150 сочинений, которые затрагивают почти все области исламской науки. Самый выдающийся труд — «Фатх аль-Бари фи шарх Сахих аль-Бухари» (813—842), толкование сборника хадисов «аль-Джами ас-Сахих» аль-Бухари. Удостоился высокого звания шейх ислама (шейх аль-ислам) и предводитель правоверных в хадисах (амир аль-му’минин фи-ль-хадис).

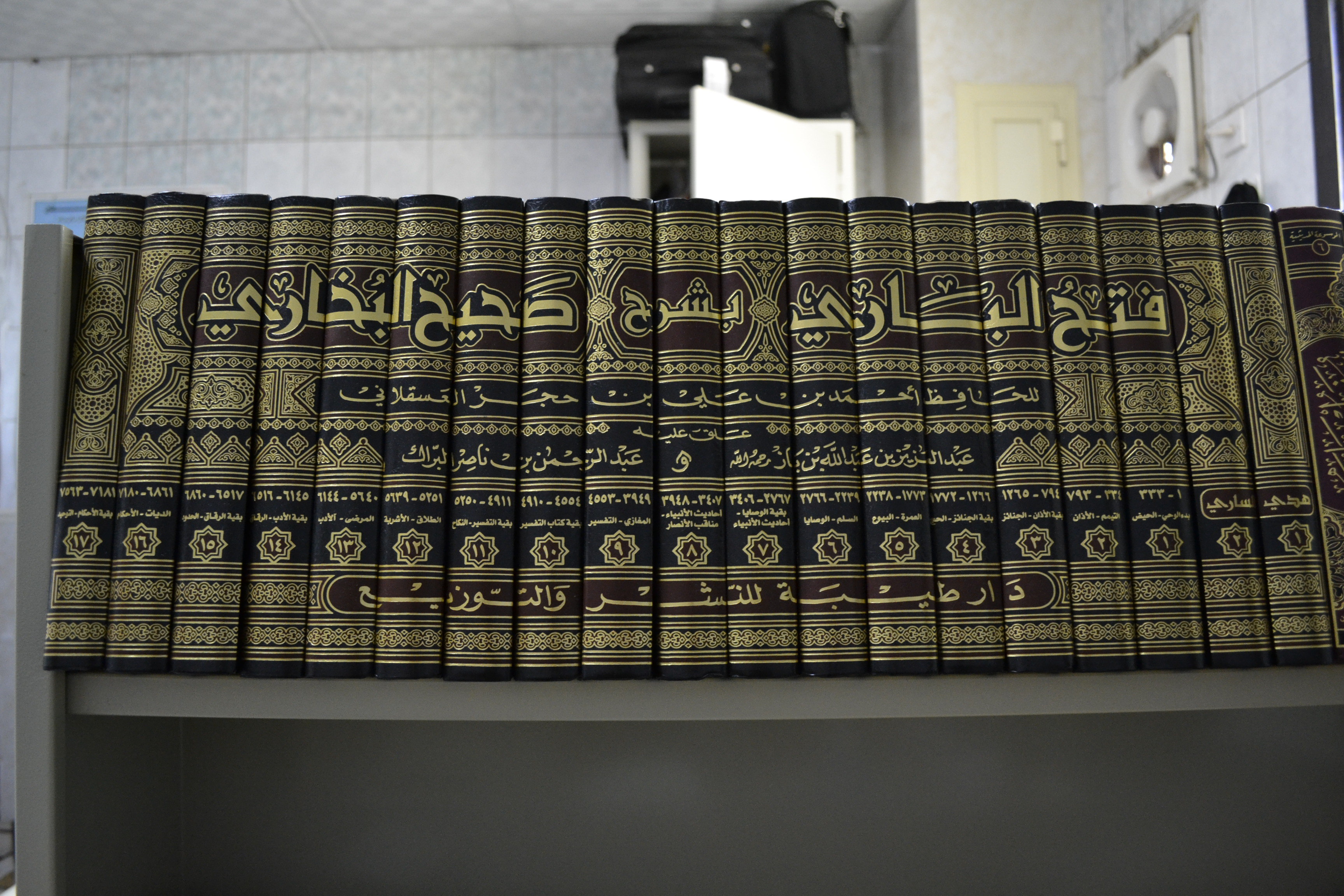
Фатх аль-Бари фи шарх Сахих аль-Бухари.

## Биография
Его полное имя: Шиха́буддин Абу́-ль-Фадль Ахмад ибн Али́ ибн Муха́ммад ибн Мухаммад ибн Али ибн Махму́д ибн Ахмад ибн Ахмад аль-Кина́ни аль-Аскаляни аль-Мисри́ аш-Ша́фии. Родился в 1372 году в Каире. Детство прошло на родной земле, где он выучил наизусть Коран, «аль-Хави» и «аль-Мухтасар» Ибн аль-Хаджиба и другие труды.
В сопровождении одного из опекунов он отправился в Мекку, где посещал уроки известных учёных-богословов (алимов). Для усовершенствования своих знаний об исламе он посещал уроки и лекции знатоков хадисов в Хиджазе, Шаме, Египте. В течение 10 лет Ибн Хаджар обучался у Зайнуддина аль-Ираки. Кроме того он обучался у Сираджуддина аль-Балькини и Ибн аль-Мулаккина. После обучения Ибн Хаджар получил разрешение преподавать исламские науки. В правовых вопросах следовал шафиитскому мазхабу, в вопросах акыды был ашаритом.
Ибн Хаджар преподавал толкование священного Корана, мусульманское право и искусство проповеди в нескольких медресе. Он читал проповеди в аль-Азхаре, центральной мечети ‘Амра (Египта) и многих других местах. Среди его учеников было много признанных учёных.
Более двадцати лет Ибн Хаджар занимался юриспруденцией. Вначале он выполнял обязанности судьи в Египте, а затем — в Шаме (Сирия). Ему предлагали пост Верховного судьи. Долгое время он отказывался от поста верховного судьи, однако 12-го числа месяца Мухаррам 1423 года ему пришлось занять этот пост. Спустя некоторое время он подал в отставку, но ему ещё семь раз приходилось занимать этот важный пост. Последний раз он подал в отставку в 1448 году. Это был тот самый год, когда богослов скончался.
Ибн Хаджар аль-Аскаляни умер в ночь на субботу, после вечернего намаза 18-го зу-ль-хиджа 852 года хиджры (2 февраля 1449 года).

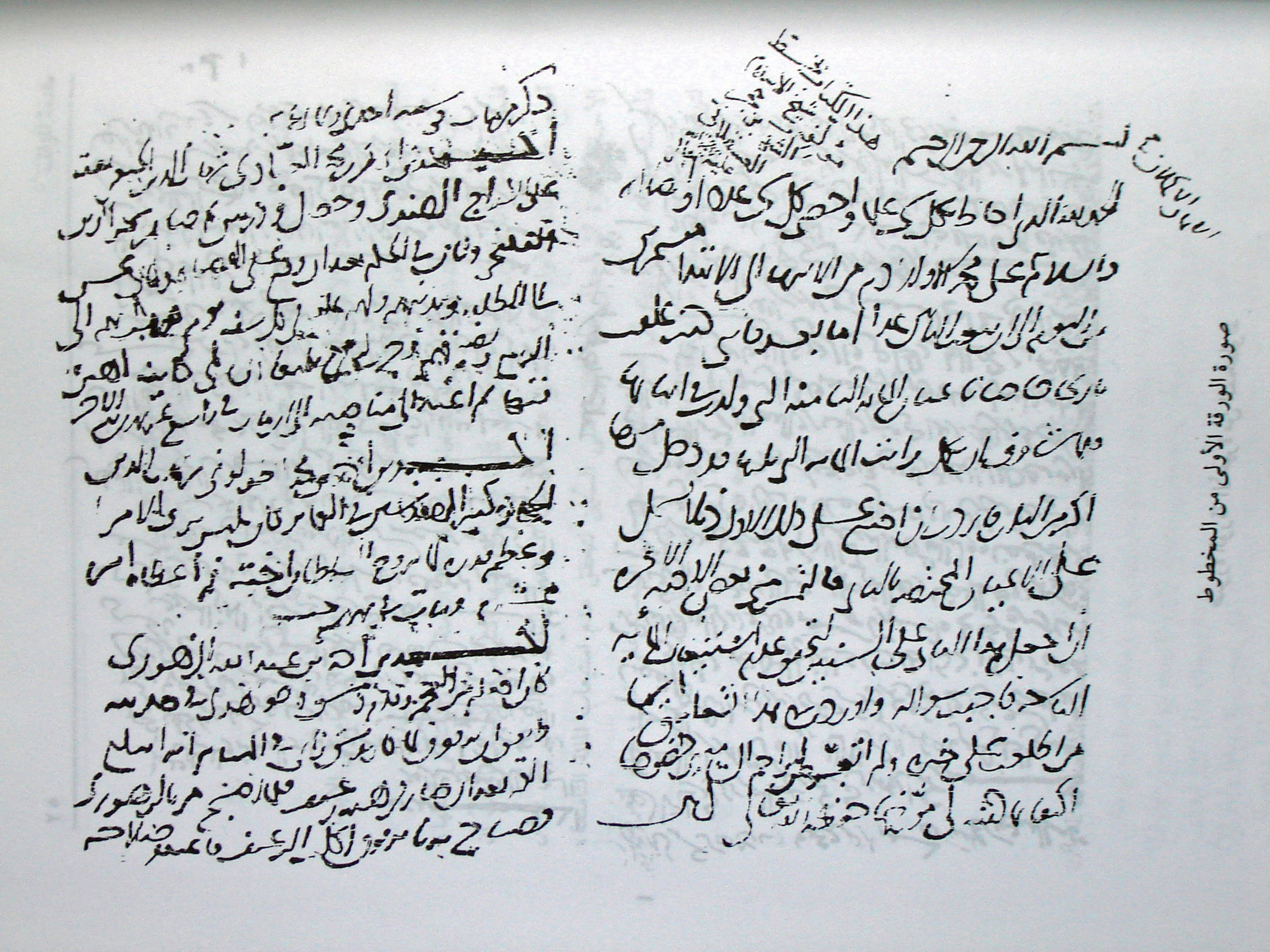
Рукопись Ибн Хаджара.